# James Majoos
James Majoos är en australisk skådespelare.
Majoos har bland annat medverkat i TV-serien Heartbreak High där hen spelar, Darren Rivers, en av seriens huvudroller. För sin rollprestation blev hen nominerad för en AACTA Award for Best Lead Actor in a Television Drama. Hen definierar sig som icke-binär.

## Filmografi (i urval)
- 2022–2024 – Heartbreak High (TV-serie)